# Tyromyces lacteus
Tyromyces lacteus är en svampart som först beskrevs av Elias Fries, och fick sitt nu gällande namn av William Alphonso Murrill 1907. Tyromyces lacteus ingår i släktet Tyromyces och familjen Polyporaceae.   Inga underarter finns listade i Catalogue of Life.
I den svenska databasen Dyntaxa används istället namnet Postia lactea för samma taxon.  Det är osäkert om arten förekommer i Sverige.